# Punta Herd
A ponta Herd é um cabo que marca o extremo sul da ilha Thule (ou Morrell) do grupo Thule do Sul nas ilhas Sandwich do Sul. Também marca o entrada oeste da baía Ferguson, e encontra-se próxima da península Corveta Uruguai. A Direcção de Sistemas de Informação Geográfica da província de Terra do Fogo cita a ponta nas coordenadas 59° 28′ 41″ S, 27° 27′ 15″ O.

## História e toponímia
Deve seu nome a R. D. Herd da empresa escocesa Ferguson Brothers, construtora do navio britânico RRS Discovery II. Foi cartografada pelo navegador russo Fabian Gottlieb von Bellingshausen entre 1819 e 1820, pela expedição britânica Investigações Discovery em 1930 e pela Armada Argentina.
Como o resto das Sandwich do Sul, a ilha não está nem habitada nem ocupada, e é reclamada pelo Reino Unido que a considera parte do território britânico de ultramar das Ilhas Georgias do Sul e Sandwich do Sul, e pela República Argentina, que a considera parte do departamento Ilhas do Atlântico Sul da província de Terra do Fogo, Antártida e Ilhas do Atlántico Sul.